# Luiz Guilherme da Conceição Silva
Luiz Guilherme da Conceição Silva, mer känd som Muriqui, född 16 juni 1986 i Mangaratiba, är en brasiliansk fotbollsspelare som spelar för Shijiazhuang Ever Bright.
Han vann skytteligan i AFC Champions League 2013 med 13 gjorda mål.